# Valdshults kyrka
Valdshults kyrka är en kyrkobyggnad som sedan 2010 tillhör Norra Hestra församling (tidigare i Valdshults församling). Den tillhör sedan 2018 Växjö stift, tidigare Skara stift. Kyrkan ligger vid Nissastigen i Gislaveds kommun.

## Historia
Valdshults kyrka är nämnd i dokument från 1540. Sannolikt en medeltida träkyrka med spåntak som blev ombyggd på 1600-talets senare del. Ett vapenhus byggdes 1689. En sakristian uppfördes 1705. Klockstapel som tidigare varit fristående sammanbyggdes 1798 med kyrkan. Den gamla kyrkan var av liggtimmer och spånklädd. Den revs 1904 och den nya uppfördes under detta och nästkommande år. 

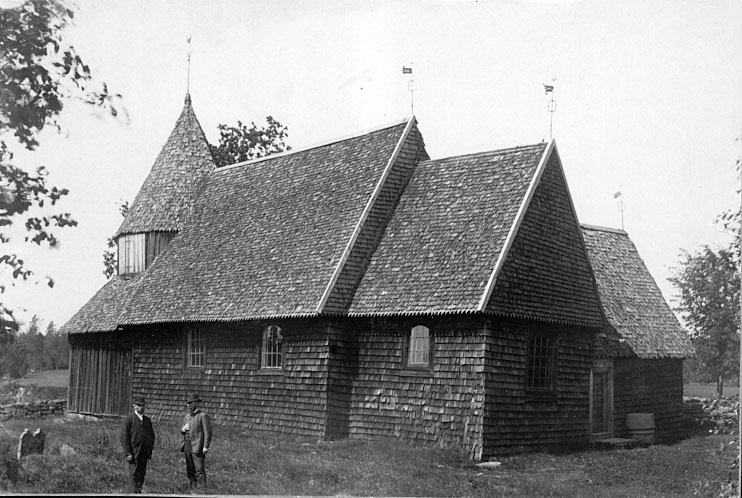
Gamla kyrkan. Exteriör
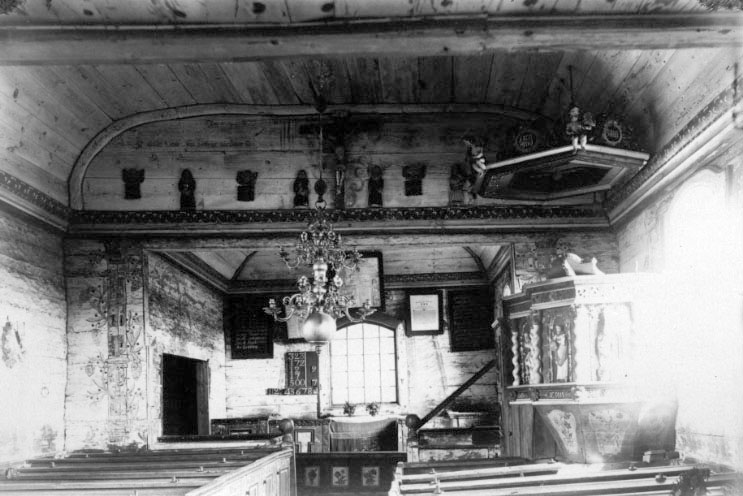
Gamla kyrkan. Interiör mot koret
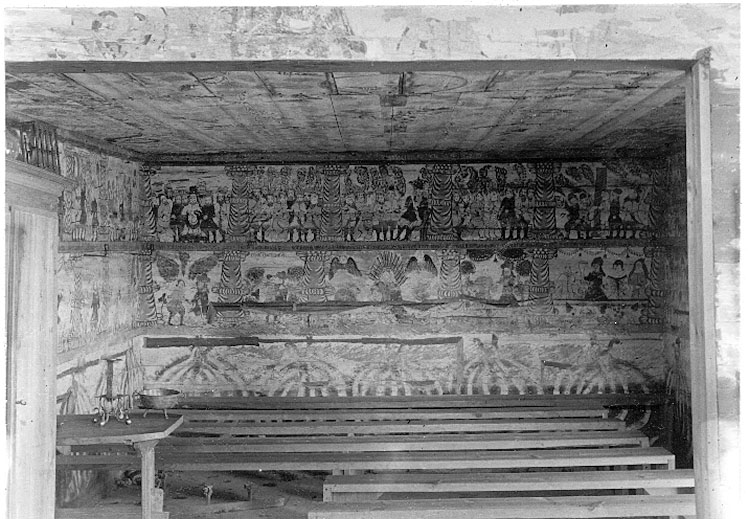
Gamla kyrkan. Sakristian

## Kyrkobyggnad
Under 1880-talet började en ny kyrka på allvar att diskuteras. Först 1901 kom dock den slutgiltiga ritningen att fastställas. Denna hade framtagits av ingenjör E. T. Cedergen vid Nissafors och omarbetats av arkitekt Fritz Eckert vid Kungliga Byggnadsstyrelsen. Byggmästare var A. Gren från Öjhult. Det är en träkyrka som består av långhus med smalare rakt kor i söder, sakristia öster om detta och vapenhus i norr. Fasaderna är av liggande och stående panel och rikligt med listverk. 
Interiören har kvar sin ursprungliga prägel av schweizerstil med pärlspontklädda väggar och öppen takkonstruktion. Åren 1955-1956 renoverades interiören. Bänkarna kortades för att anordna sidogångar. Fyra rader togs bort.

## Inventarier
- Ett senmedeltida krucifix konserverades 1934 och uppsattes på altaret istället för 1905 års träkors i vitt och guld.
- Gamla kyrkans predikstol konserverades av Sven Wahlgren och ställdes på plats vid 1955 års renovering. Predikstolen är ett karaktäristiskt bildhuggeriarbete av Jonas Ullberg från Velinga, tillverkat 1718 i barock.
- Medeltida dopfunt i sandsten, sannolikt från 1200-talet, som inställdes 1955.
- En äldre träskulptur.
- Lillklockan är gjuten 1670. Storklockan göts 1523 av Ulf Sonnasson i Skänninge.

### Orgel
Orgeln på läktaren i söder är i princip orörd sedan 1907 och efter restaureringen 2014 av Karl Nelson Orgelbyggeri som i originalskick.
Den färdigställdes ursprungligen 1907 av Carl Axel Härngren och är av mekanisk-pneumatisk konstruktion med sju stämmor fördelade på manual och pedal.